# Tripleurospermum szovitsii
Tripleurospermum szovitsii là một loài thực vật có hoa trong họ Cúc. Loài này được Pobed. miêu tả khoa học đầu tiên.